# Gorgota
Gorgota is een Roemeense gemeente in het district Prahova.
Gorgota telt 5414 inwoners.